# Processa guyanae
Processa guyanae är en kräftdjursart som beskrevs av Lipke Bijdeley Holthuis 1959. Processa guyanae ingår i släktet Processa och familjen Processidae. Inga underarter finns listade i Catalogue of Life.